# Sterne tara
Sterna striata
Espèce
Statut de conservation UICN

 NT  : Quasi menacé
La Sterne tara (Sterna striata) est une espèce d'oiseaux de la famille des Laridae. Cette sterne est la plus commune de Nouvelle-Zélande. Elle est protégée.